# Bistra (obwód Silistra)
Bistra (bułg. Бистра) – wieś w północno-wschodniej Bułgarii, w obwodzie Silistra, w gminie Ałfatar. Według danych Narodowego Instytutu Statystycznego, 31 grudnia 2011 roku wieś liczyła 385 mieszkańców.